# اکسیتر (نیوهمپشایر)
اکسیتر (به انگلیسی: Exeter) شهری در ایالت نیوهمپشایر کشور ایالات متحده آمریکا است که جمعیت آن در سرشماری سال ۲۰۱۰ میلادی، ۹٬۲۴۲ نفر بوده‌است.

## نگارخانه

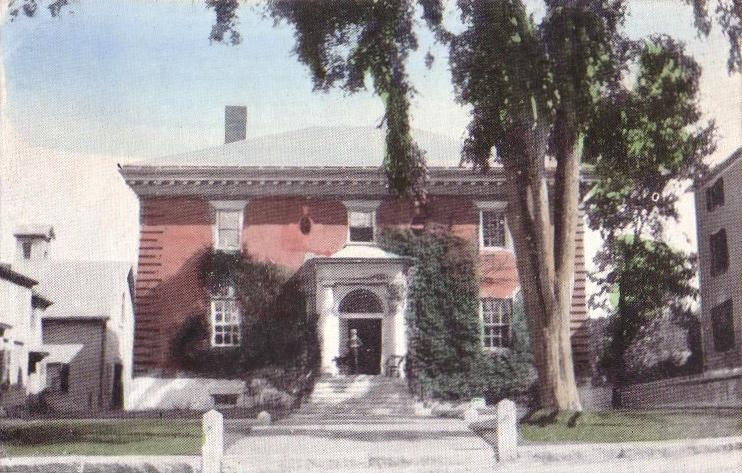
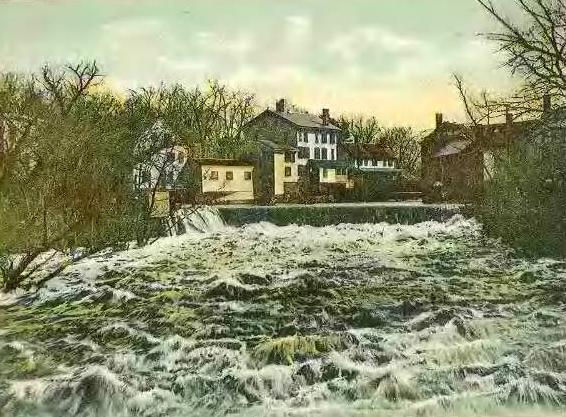
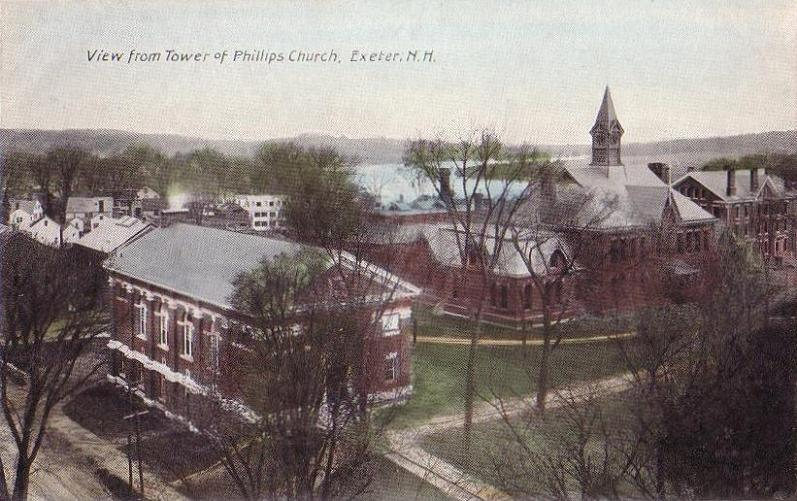
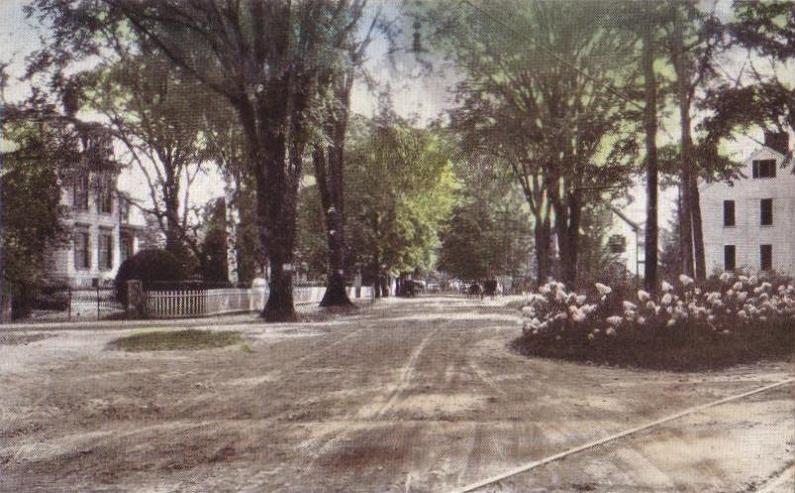
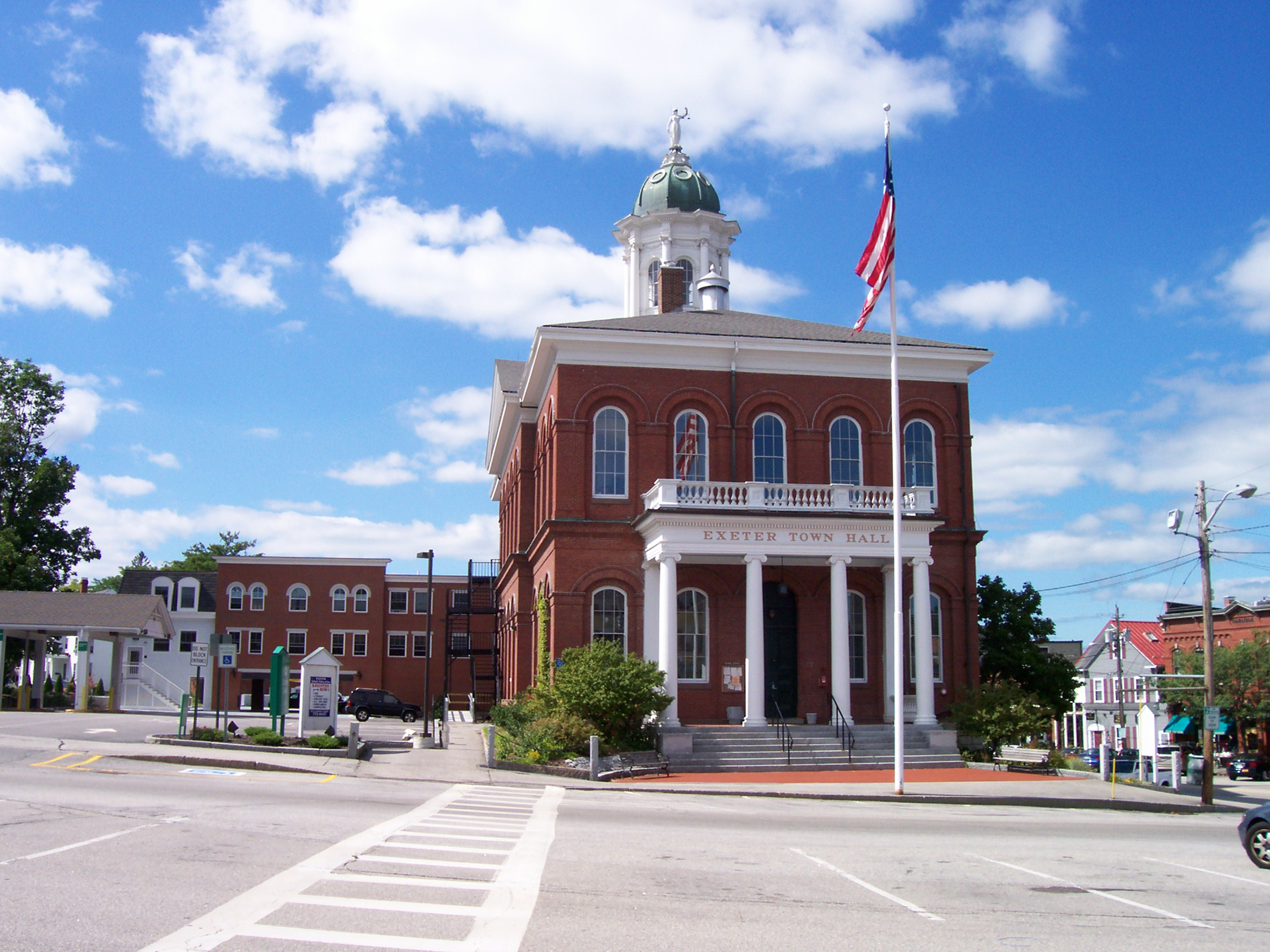
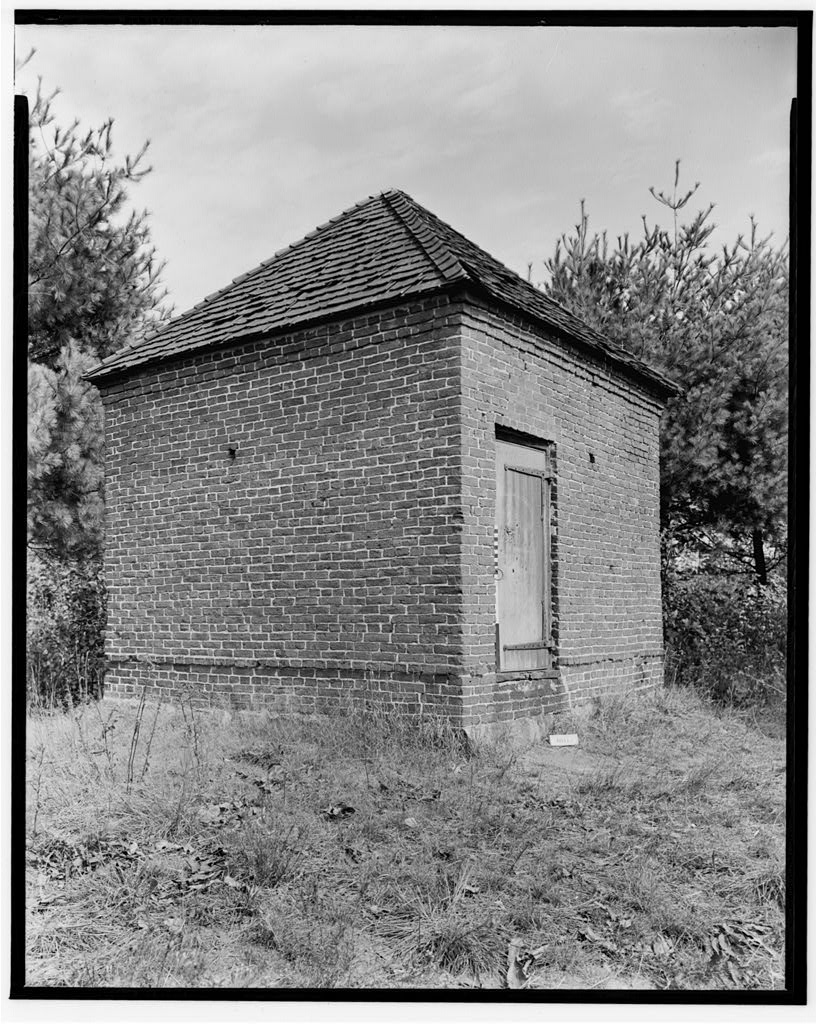
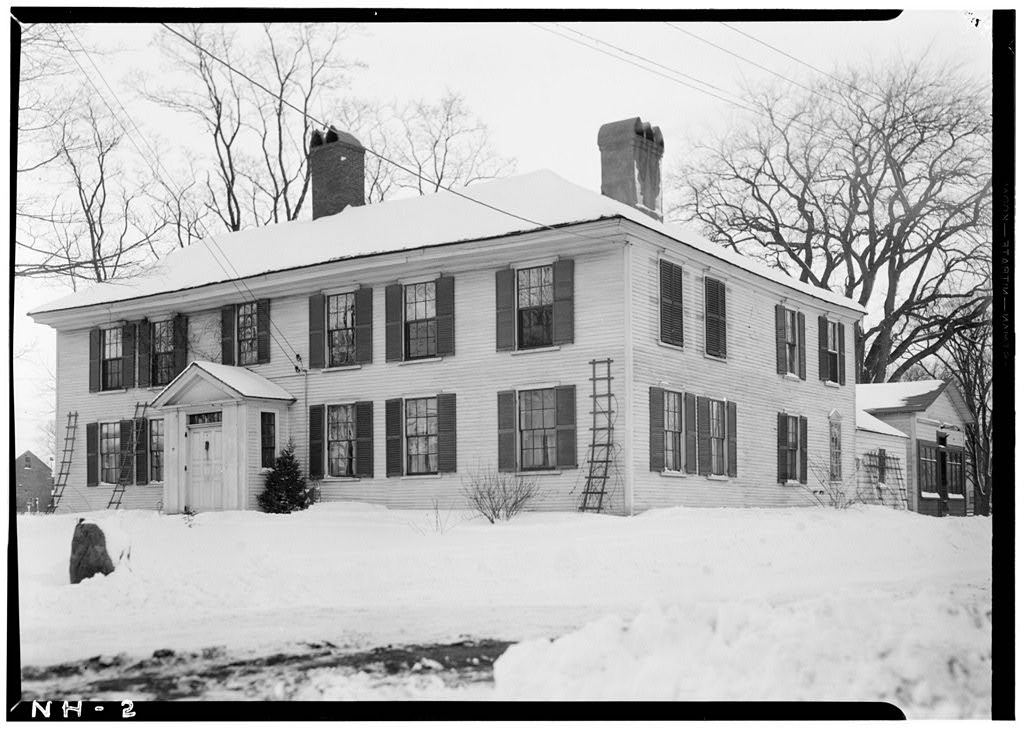
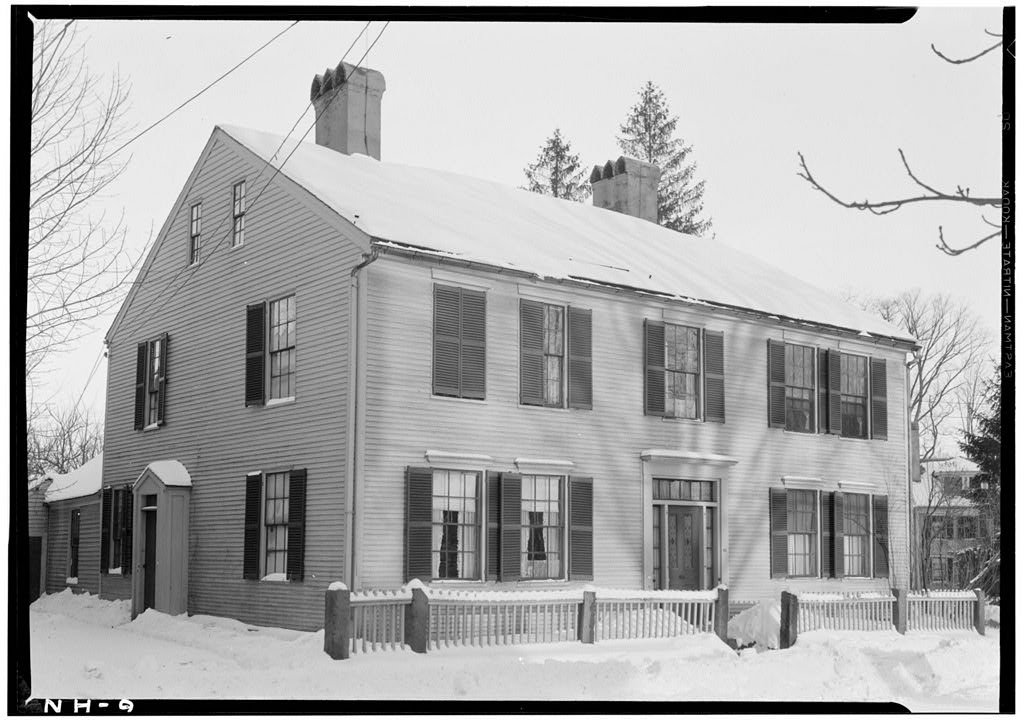
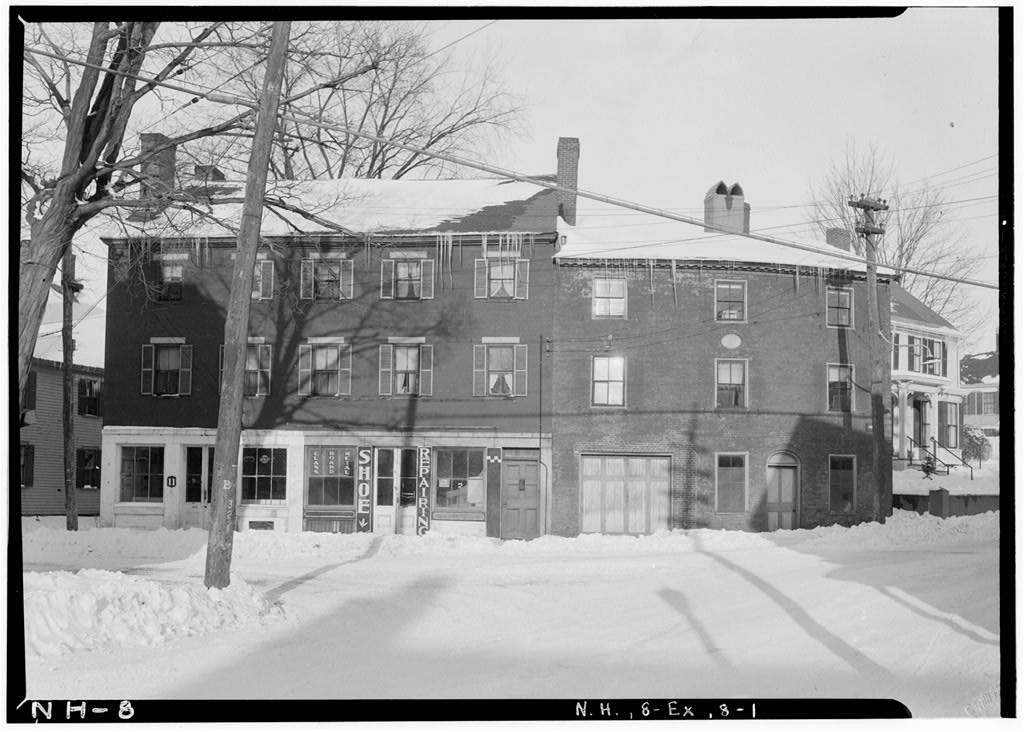
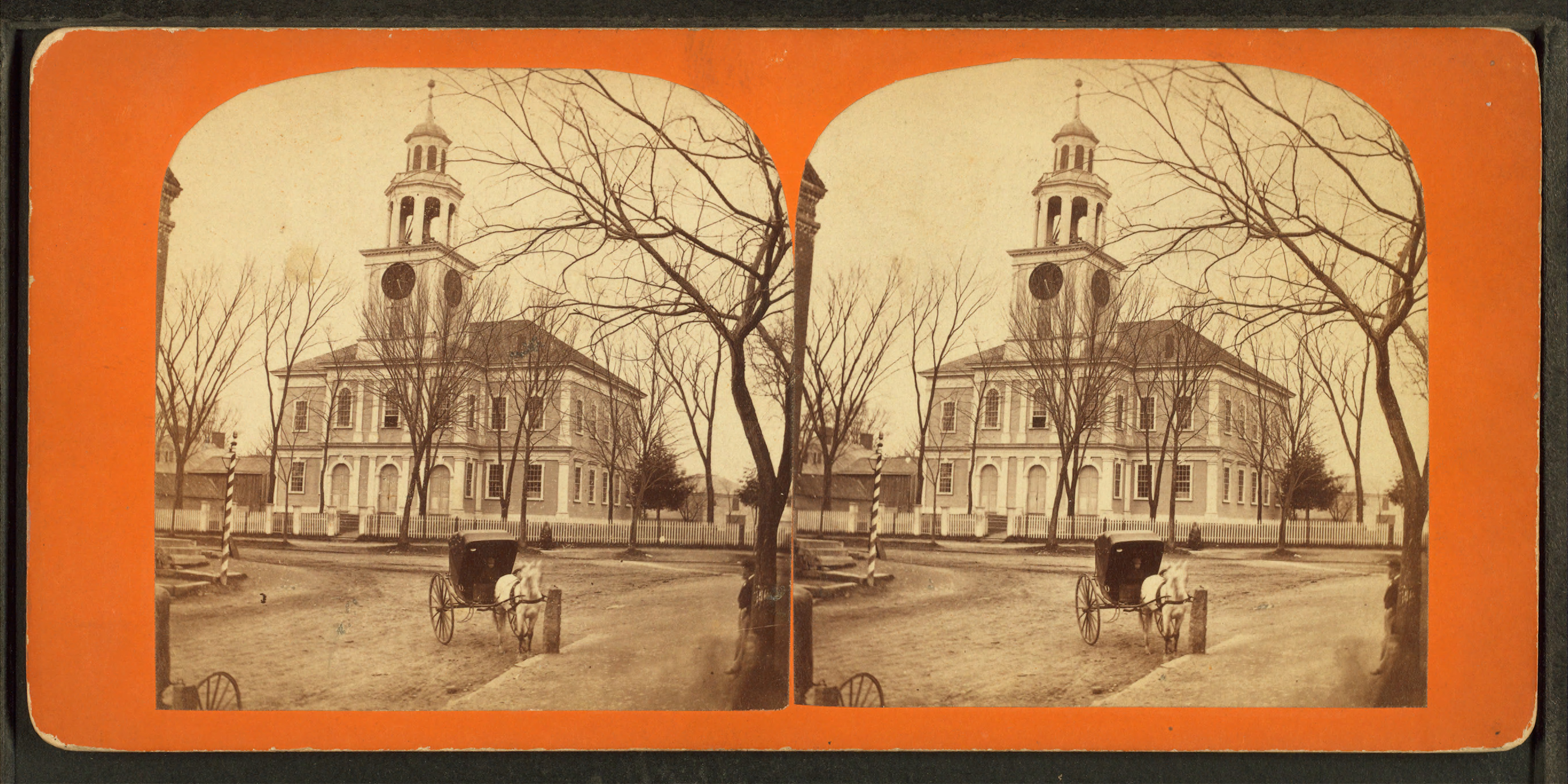
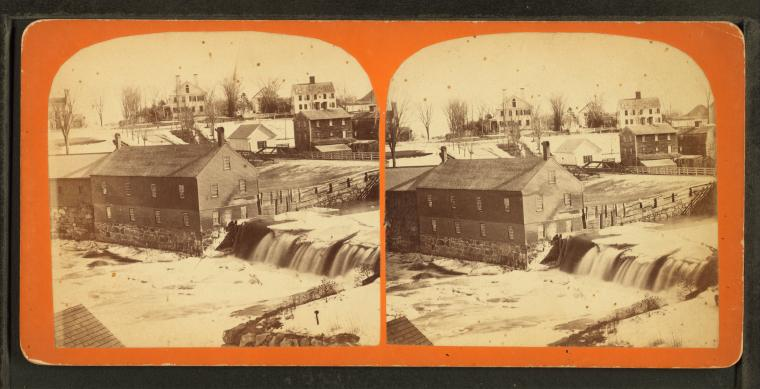
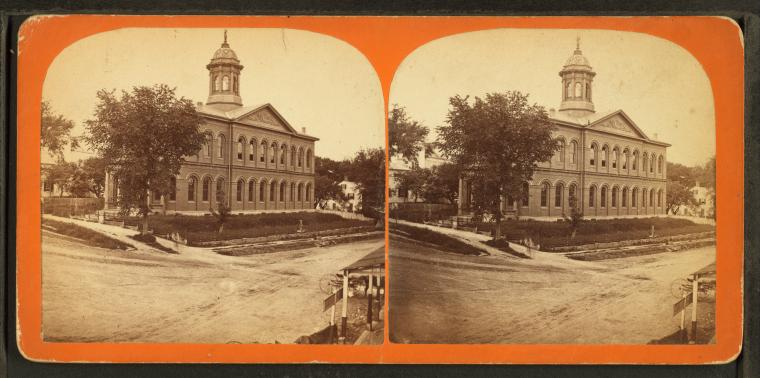
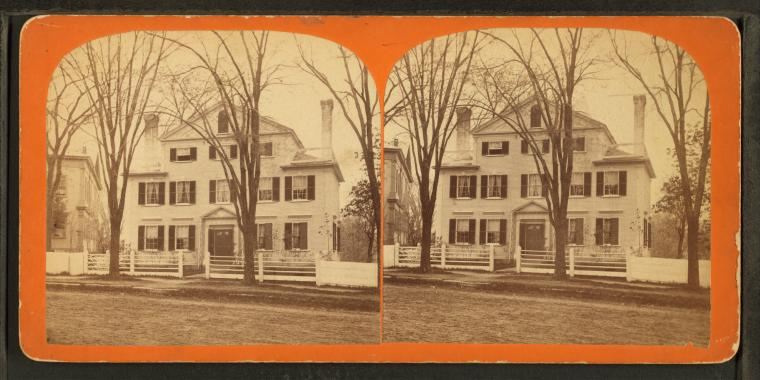
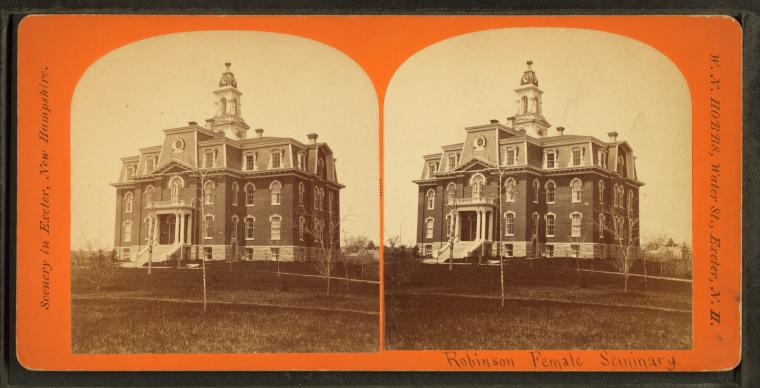
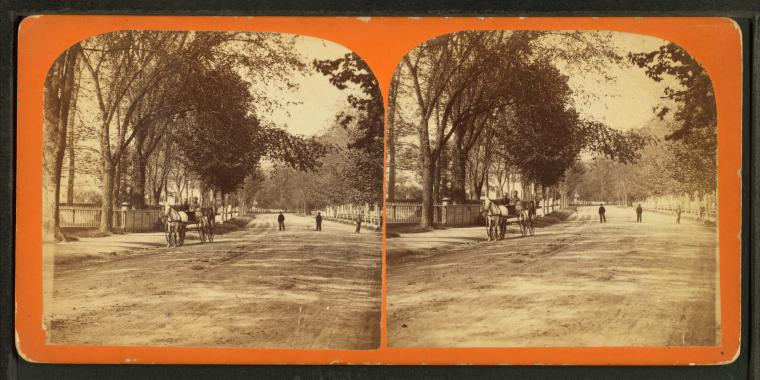
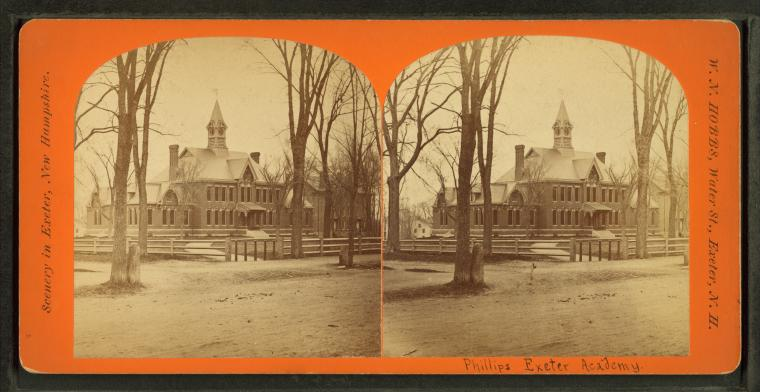